# Clump Island
Clump Island är en ö i territoriet Falklandsöarna (Storbritannien). Den ligger i den sydvästra delen av ögruppen, 190 km sydväst om huvudstaden Stanley.